# Troyes AC
Troyes AC (celým názvem Espérance Sportive Troyes Aube Champagne) je francouzský fotbalový klub z města Troyes. Klub byl oficiálně založen v roce 1986 (letopočet založení je i v klubovém logu) a jeho domácím hřištěm je stadion Stade de l'Aube s kapacitou 20 400 diváků. Je třetím profesionálním klubem v Troyes v historii (po ASTS a TAF).
V sezóně 2012/13 obsadil 19. místo v Ligue 1 a tím pádem sestoupil do nižší Ligue 2. V sezóně 2014/15 si účast v Ligue 1 opět vybojoval, když skončil na celkovém 1. místě ve druhé francouzské lize.

## Známí hráči
- Mohammed Bradja
- Mehdi Meniri
- Rafik Saïfi
- Karim Ziani
- Marcel Artelesa
- Pierre Flamion
- Bafétimbi Gomis
- Tony Heurtebis
- Patrice Loko
- Blaise Matuidi
- Damien Perquis
- Jérôme Rothen
- Mamadou Niang
- Slađan Đukić
- Ilija Petković
- Fabio Celestini